# Ophelimus citritibiae
Ophelimus citritibiae är en stekelart som först beskrevs av Girault 1928.  Ophelimus citritibiae ingår i släktet Ophelimus och familjen finglanssteklar. Inga underarter finns listade i Catalogue of Life.